# Левитан, Сергей Владимирович
Сергей Владимирович Левитан (род. 21 августа 1963, Пермь) — российский политический деятель. Член Совета Федерации Федерального Собрания Российской Федерации от Пермской области.

## Биография
Окончил Пермский политехнический институт. Издатель пермской областной газеты «Губернские вести»
8 декабря 1996 года принял участие в выборах губернатора Пермской области, получил 26,89 % голосов и вышел во второй тур, 22 декабря набрал 29,08 % голосов и проиграл Геннадию Игумнову.

### Совет Федерации
Депутат Совета Федерации Федерального Собрания Российской Федерации первого созыва от Пермской области с января 1994 по январь 1996, избран 12 дек. 1993 по Пермскому двухмандатному избирательному округу № 59.